# 卢旺达国家银行
卢旺达国家银行是卢旺达的中央银行。成立于1964年。 现任行长是John Rwangombwa。

## 地理位置
卢旺达国家银行总部位于KN6大街的卢旺达国家银行大厦，坐落在卢旺达首都和最大城市吉佳利的中心商务区。银行总部坐标为纬度-1.948889°，经度30.063611°（01°56′56″S 30°03′49″E / 1.94889°S 30.06361°E）。

## 历史沿革
卢旺达国家银行, 简称「BNR」，是一步一步发展起来的：
- 1887年7月27日的皇家法令将法郎列为刚果独立国的货币，刚果自由邦、卢旺达隶属于刚果独立国。
- 1890年的“Heligoland协定”将卢旺达和布隆迪限定于德国在非洲的影响范围之内;德国东非卢比是其官方货币;法国法郎的流通仍然持续。
- 1908年，比屬剛果成为拉丁货币同盟的成员。
- 1909年，比屬剛果（金）银行成立。
- 1912年，比屬剛果民主共和国银行发行了第一张钞票。
- 1927年，德国一战战败，卢旺达和布隆迪隶属于刚果法郎区域。
- 1927年至1952年间，比屬剛果殖民地和比屬剛果银行建交。
  - 二战时期：临时参与英格兰银行，刚果法郎在伦敦上市。
- 1952 - 1960年，隶属于比屬剛果和卢旺达 - 乌伦比中央银行（BCCBRU）。
- 1960 - 1964年，隶属于卢旺达布隆迪发展银行（BERB）/（发行卢旺达和布隆迪银行）。
- 1964年，布隆迪皇家银行（BRB）和卢旺达国家银行（BNR）成立。
- （1966年布隆迪共和国（BRB）成立。）